# Edoardo Mariani
Edoardo Mariani, detto Dino (Milano, 5 marzo 1893 – Pisa, 7 gennaio 1956), è stato un calciatore italiano, di ruolo attaccante.

## Carriera

### Club
Nato calcisticamente nel Milan, esordì con i rossoneri il 10 gennaio 1909 nella vittoria per 3 a 2 nel derby contro l'Inter durante la stagione 1909, nella quale il club raggiunse il secondo posto del campionato lombardo.
La stagione seguente, giocata ancora tra le file dei milanisti, raggiunse il sesto posto della classifica finale.
Si trasferì al Genoa nella stagione 1910-1911, club con il quale, dopo un terzo posto nel 1911-1912 e due secondi nel 1912-1913 e 1913-1914, nel 1915 vinse lo scudetto, che fu però assegnato al termine della Grande Guerra, che aveva causato la sospensione della competizione.
L'esordio in rossoblu è datato 4 dicembre 1910, nella vittoria esterna contro l'US Milanese per 3 a 1, nella quale segnò la sua prima rete tra i genovesi; l'incontro tuttavia fu annullato e la vittoria assegnata alla compagine milanese poiché il Genoa aveva schierato Harold Swift, considerato un professionista, cosa all'epoca vietata.
Dopo la interruzione bellica, Mariani tornò al Milan, dove nella Prima Categoria 1919-1920 raggiunse il quarto posto nel Gruppo A delle semifinali nazionali.
Al termine del periodo passato al Milan, Mariani nel 1920 tornò al Genoa, con il quale vinse altri due scudetti nel 1922-1923 e nel 1923-1924.
Dopo la poco fruttuosa parentesi romana, Mariani terminò la sua carriera nel Savona, con il quale si piazzò al quinto posto nel Girone B della Lega Nord di Seconda Divisione 1925-1926 e al sesto nel girone A della Prima Divisione 1926-1927.

### Nazionale
Mariani vestì la maglia azzurra quattro volte e fu il primo genoano a giocare per la Nazionale italiana.
La sua prima apparizione avvenne nell'amichevole di Torino del 17 marzo 1912, nella quale gli azzurri furono sconfitti dalla Francia per 4 a 3.
Convocato per le Olimpiadi di Stoccolma, scese in campo in tutti e tre i match disputati dagli azzurri. Il 29 giugno persero contro la Finlandia per 2 a 3 dopo i tempi supplementari; il 1º luglio, già nel torneo di consolazione, vinsero contro la Svezia (1-0) e il 3 luglio vennero battuti dall'Austria per 5 a 1.
Dopo il torneo olimpico non fu più convocato in Nazionale.

## Statistiche

### Cronologia presenze e reti in Nazionale
| Cronologia completa delle presenze e delle reti in nazionale ― Italia | Cronologia completa delle presenze e delle reti in nazionale ― Italia | Cronologia completa delle presenze e delle reti in nazionale ― Italia | Cronologia completa delle presenze e delle reti in nazionale ― Italia | Cronologia completa delle presenze e delle reti in nazionale ― Italia | Cronologia completa delle presenze e delle reti in nazionale ― Italia | Cronologia completa delle presenze e delle reti in nazionale ― Italia | Cronologia completa delle presenze e delle reti in nazionale ― Italia |
| Data                                                                  | Città                                                                 | In casa                                                               | Risultato                                                             | Ospiti                                                                | Competizione                                                          | Reti                                                                  | Note                                                                  |
| --------------------------------------------------------------------- | --------------------------------------------------------------------- | --------------------------------------------------------------------- | --------------------------------------------------------------------- | --------------------------------------------------------------------- | --------------------------------------------------------------------- | --------------------------------------------------------------------- | --------------------------------------------------------------------- |
| 17/03/1912                                                            | Torino                                                                | Italia                                                                | 3 – 4                                                                 | Francia                                                               | Amichevole                                                            | -                                                                     |                                                                       |
| 29/06/1912                                                            | Stoccolma                                                             | Finlandia                                                             | 3 – 2                                                                 | Italia                                                                | Olimpiadi 1912                                                        | -                                                                     |                                                                       |
| 01/07/1912                                                            | Stoccolma                                                             | Svezia                                                                | 0 – 1                                                                 | Italia                                                                | Olimpiadi 1912                                                        | -                                                                     |                                                                       |
| 03/07/1912                                                            | Stoccolma                                                             | Austria                                                               | 5 – 1                                                                 | Italia                                                                | Olimpiadi 1912                                                        | -                                                                     |                                                                       |
| Totale                                                                |                                                                       | Presenze                                                              | 4                                                                     |                                                                       | Reti                                                                  | 0                                                                     |                                                                       |

## Palmarès

### Club

#### Competizioni nazionali
- Campionato italiano: 3

Genoa: 1914-1915, 1922-1923, 1923-1924